# 葵青貨櫃碼頭

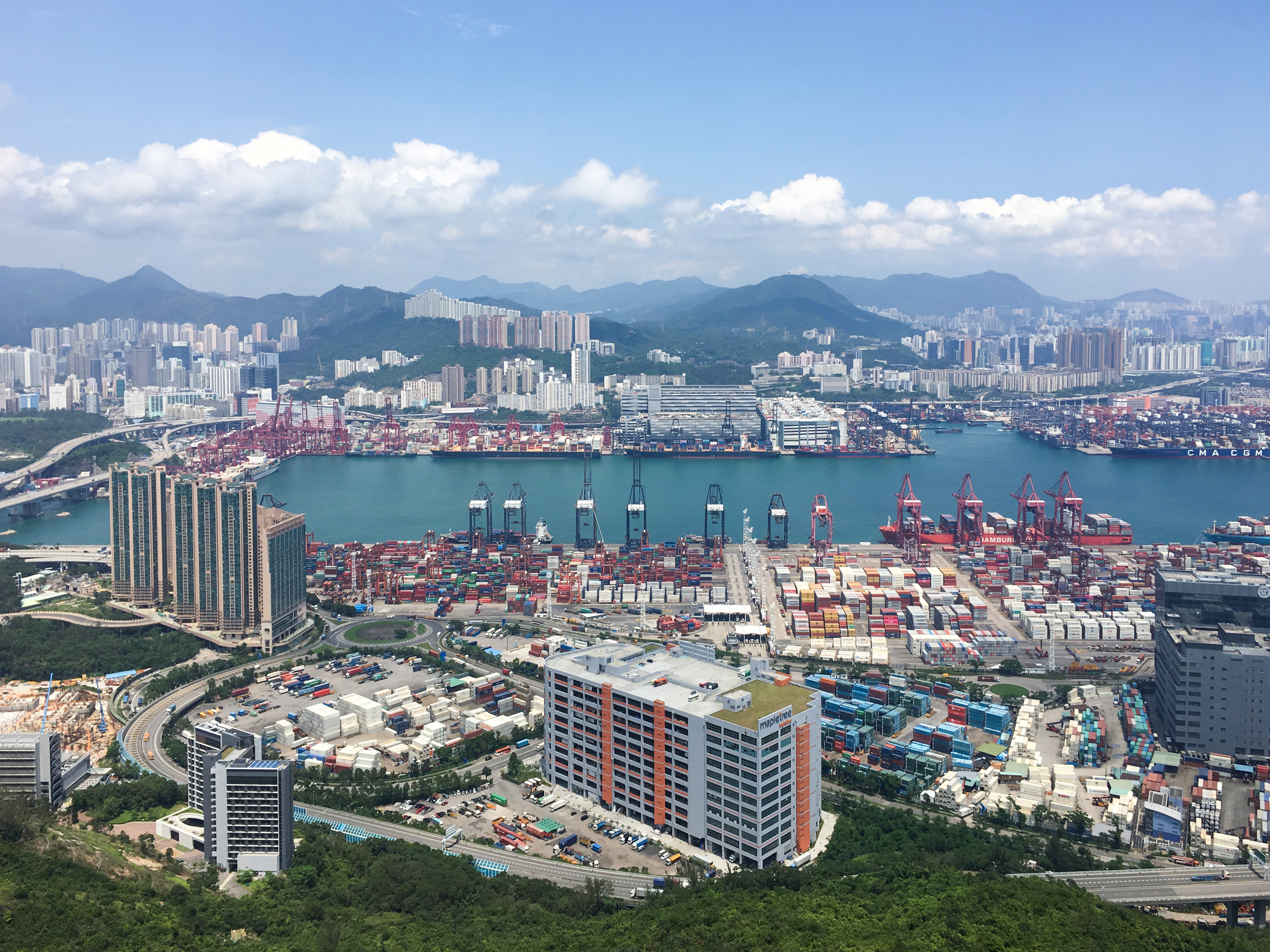
從青衣俯瞰葵青貨櫃碼頭

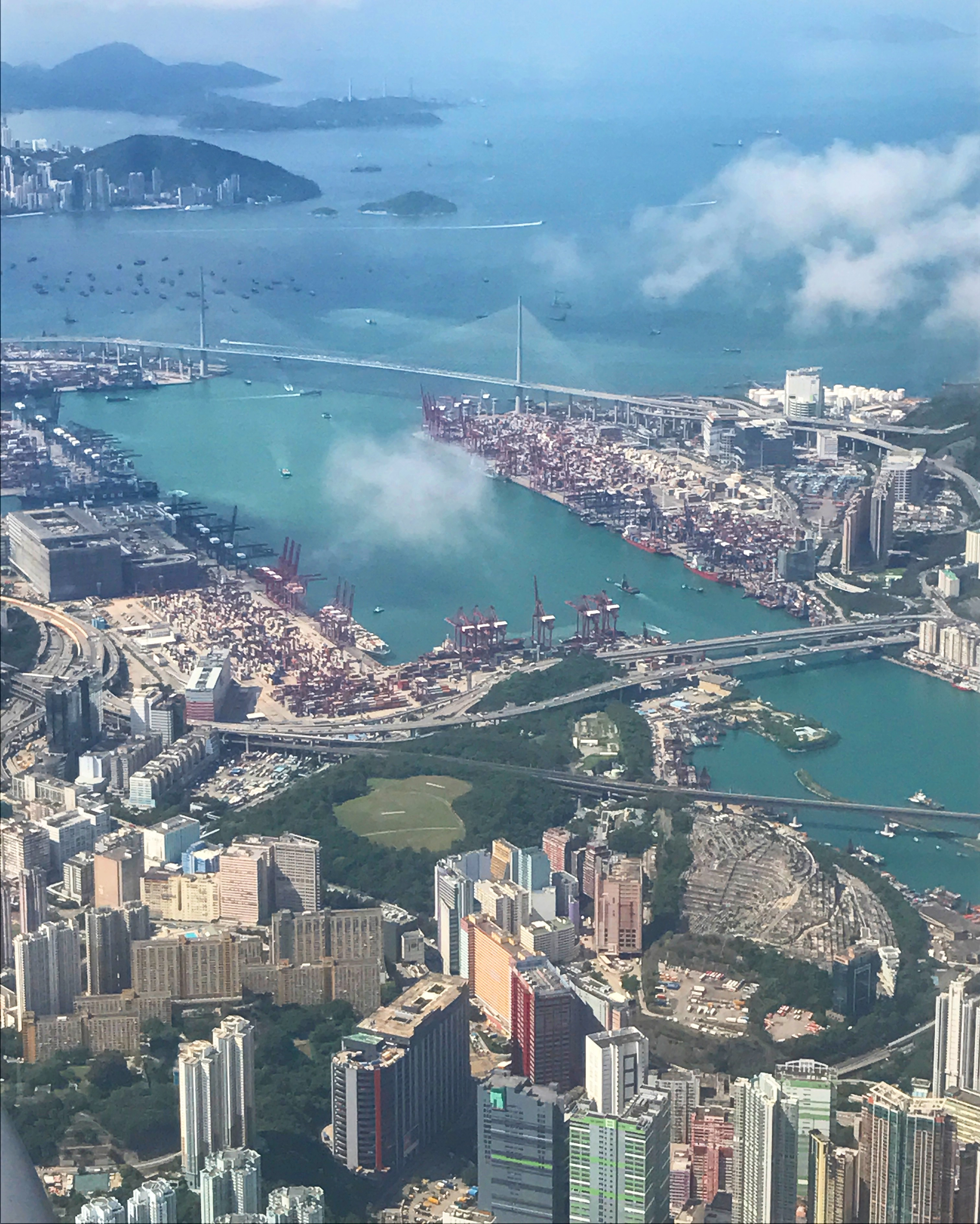
從空中俯瞰葵青貨櫃碼頭

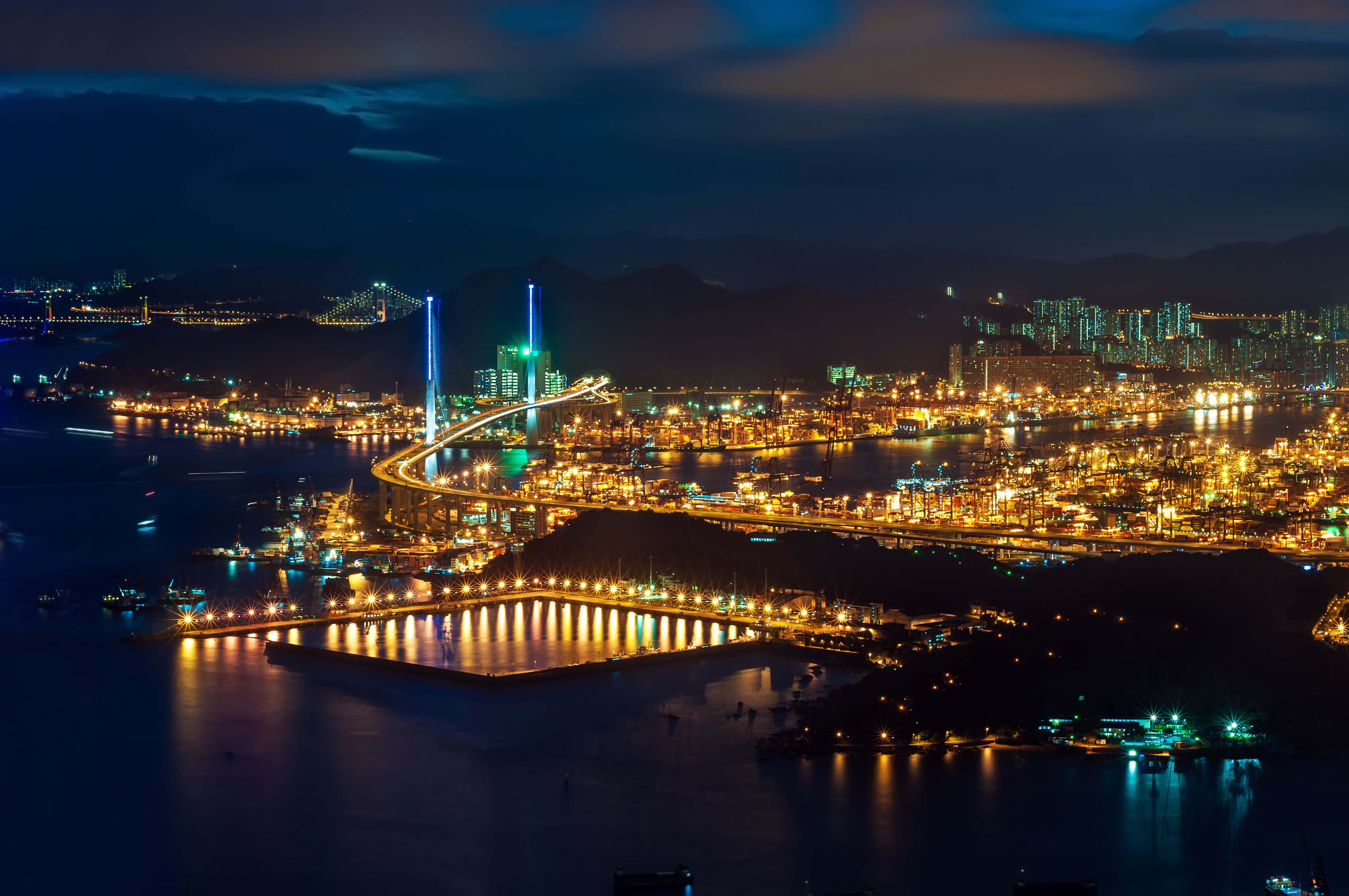
晚上的葵青貨櫃碼頭

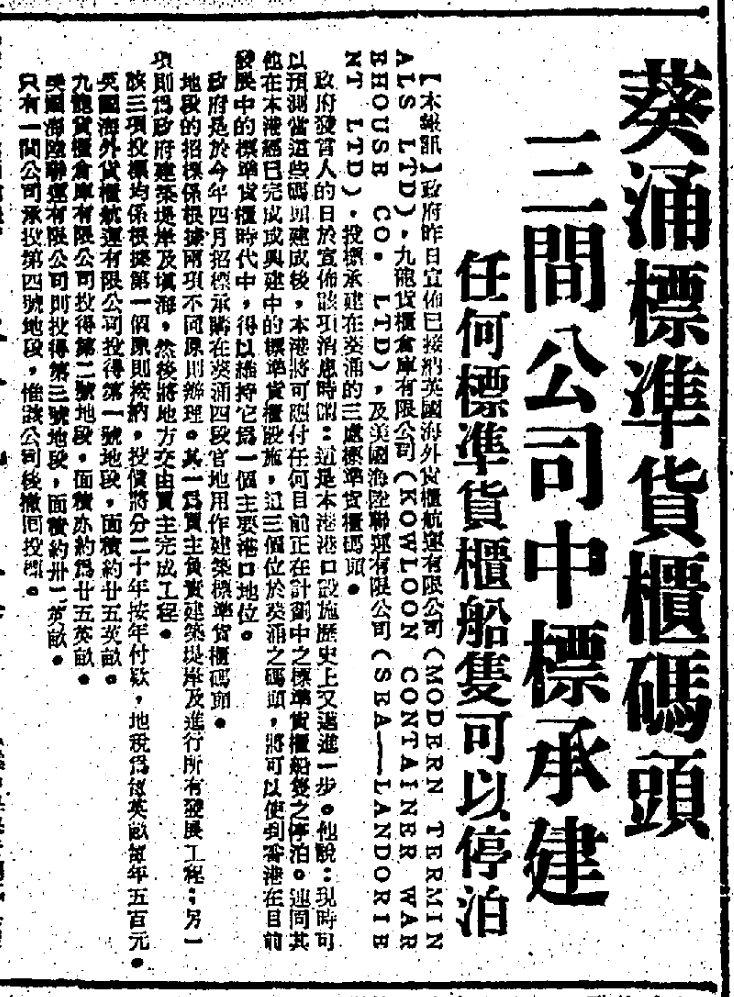
1970年8月18日《工商晚報》報導港英政府昨日宣布葵涌貨櫃碼頭1至3號碼頭的中標公司名單

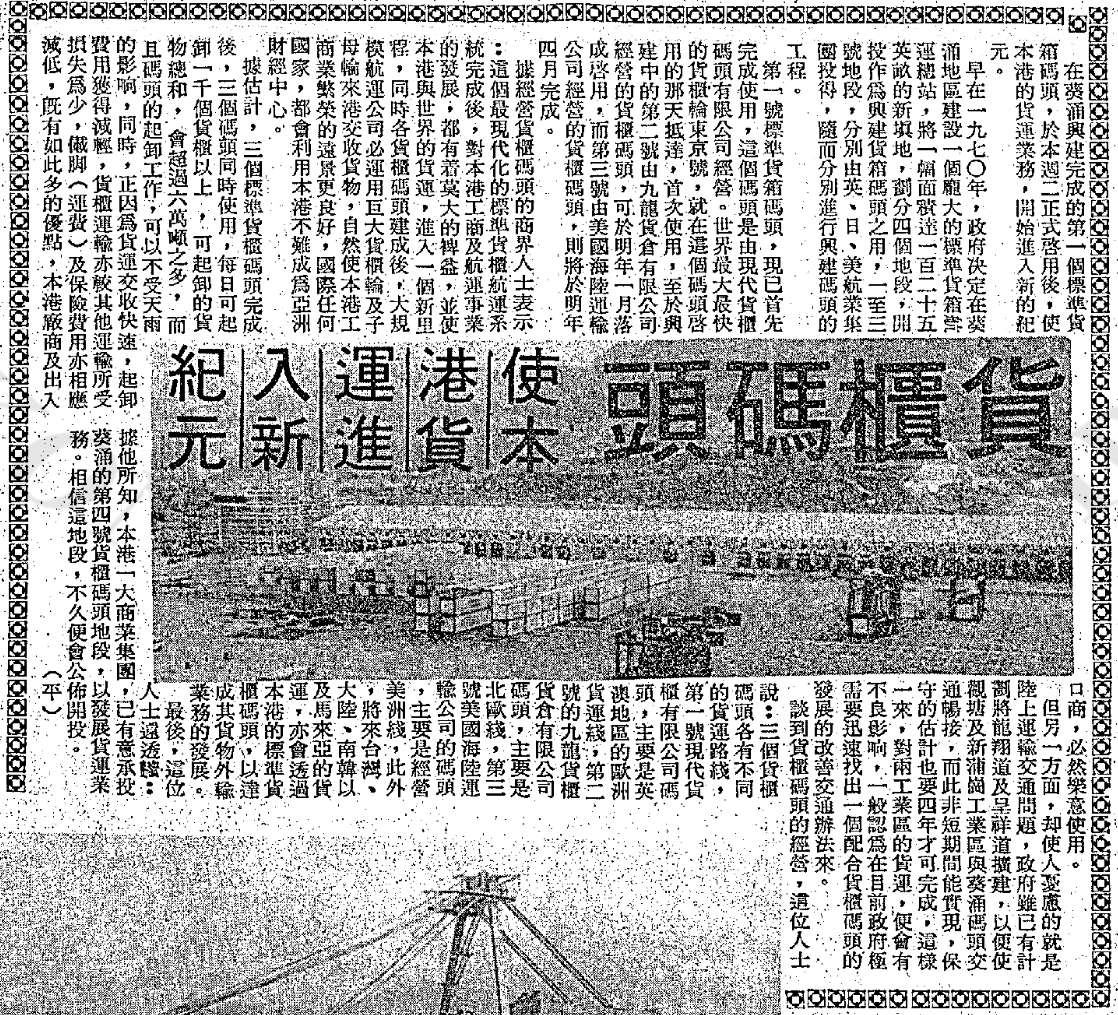
1972年9月9日《工商晚報》報導葵涌貨櫃碼頭的1號碼頭已經啓用，這個現代化的貨櫃碼頭，讓香港的國際航運事業邁入新紀元

葵青貨櫃碼頭（英語：Kwai Tsing Container Terminals），1972至2003年間稱為葵涌貨櫃碼頭（英語：Kwai Chung Container Terminals）或葵涌貨櫃港（英語：Kwai Chung Container Port），位於香港新界葵青區藍巴勒海峽兩岸（葵涌－青衣港池），碼頭的第一個泊位於1972年9月啓用，至1976年已有1至5號碼頭投入運作。香港於1987年處理合共約343萬個標準貨櫃，成為全球貨櫃吞吐量最大的海港，香港首次登上世界第一，此後香港的貨櫃吞吐量維持升勢。1987年至1989年、1992年至1997年、1999年至2004年香港是全球最繁忙的貨櫃港口，在全球貨櫃吞吐量的排名於大部分年份位居第一，其餘的少數年份也僅稍為落在第二位，香港在此期間也是遠東地區最重要的轉口港之一，而當中大部分貨櫃是經由葵青貨櫃碼頭處理。不過踏入2000年代的港府卻缺乏長遠港口規劃及落實可提升競爭力的政策，葵青貨櫃碼頭的吞吐量在2005年被超越，至2012年更每況越下，貨櫃吞吐量持續下跌，到2023年當中的9號碼頭更出現大面積的閒置。2023年香港的貨櫃吞吐量全球排第九位，香港在2024年跌出十大港口已基本上確定。2024年4月18日國際航運研究機構Alphaliner公布數據，香港的貨櫃吞吐量連續7年下跌，按年下跌14.1%，香港已經正式跌出全球十大貨櫃港口，也是有記錄以來香港首次不在十大港口之列。

## 歷史

### 港英政府時期

#### 籌劃背景（1960年代）
葵青貨櫃碼頭建成前，香港的貨運業務主要集中在尖沙咀九龍倉碼頭，當時的運輸貨物以散裝形式運輸，收納貨品的容器及包裝沒有統一的標準，不便於引入自動化管理，貨物在碼頭的起卸及運輸需要大量搬運工人及接駁船隻。當時在尖沙咀、西環及北角等地的貨運碼頭附近都建有多座倉庫，用於暫存進出口及轉口的貨物。由於散裝貨物需要大量人力搬運，起卸貨物主要使用貨輪或躉船上的吊桿，起卸貨物要較長時間，停泊在碼頭的時間也較長。較大型的遠洋貨輪常會遇到碼頭長度及泊位不足等問題，通常會停泊在尖沙咀對出的西九龍海面，通過躉船和駁艇將貨物往來運輸到碼頭或其他貨輪。當年香港工業製品的出口總值大幅成長，碼頭又有充足的勞動力，散裝貨物碼頭除了將糧食及工業原料運到香港，也將香港工業製品出口到海外，尖沙咀的貨運碼頭還爲來港的貨輪處理轉口的貨物，成爲當時亞太區的貨物集散地。

#### 早期策劃（1966至1969年）
隨著美國於1950年代發明標準尺寸貨櫃，方便管理及引入自動化設備，對比過往缺乏統一規格的散裝運輸，使用標準貨櫃能夠大大提升運輸效率，國際海運也由散裝貨輪轉向由專門的貨櫃船運載，貨櫃佔國際貨運的比例越來越大，但港口必須配備專用的貨櫃起卸設備，又因為貨櫃船越造越大，碼頭要有足夠的長度及深度方可停靠。香港總督戴麟趾在1966成立貨櫃委員會研究香港的貨櫃碼頭規劃及發展，報告建議在葵涌進行填海，把醉酒灣填平，便能興建一個現代化的大型貨櫃碼頭，並且應將香港大部分進出口及轉口的貨櫃，都集中在葵涌的新碼頭處理。港府於1969年5月發刊的顧問報告書指出葵涌適合建設香港的專用貨櫃港，不但附上碼頭的規劃圖則，還評估了對環境的影響，不過港府未有立即宣布啟動興建葵涌貨櫃碼頭的計劃。
由於當年在尖沙咀九龍倉及藍煙囪貨倉碼頭一帶的散裝碼頭僱用了大批沒受過正規教育的苦力，其時香港的工資水平仍遠較歐美、日本等先進國為低，也正因為香港的散裝碼頭有大量廉價的勞動力，所以沒有急切需要為了減省人力成本，而去建造昂貴的貨櫃碼頭。對於港府而言也不僅是興建貨櫃碼頭的錢是否值得花的問題，因為可預期當香港的大部分進出口及轉口貨物都轉為以貨櫃運輸及集中在葵涌貨櫃碼頭處理後，在尖沙咀一帶興盛的碼頭經濟無可避免會受到重大影響，不但無數的碼頭搬運工面臨失去工作，連帶多不勝數的躉船和駁艇，以至依賴貨運碼頭維持生計的尖沙咀商戶都會受到影響，牽連到地區經濟轉型並可能造成社會問題。戴麟趾自1964年4月接任港督後，香港已經歷了1966年天星小輪加價騷亂及1967年六七暴動的兩次社會動盪，當中的六七暴動於中後期更惡化為左派暴徒使用逾千個土製炸彈襲擊平民的恐怖活動，港府好不容易才於1967年年尾把這場造成嚴重人命傷亡的六七暴動平定，雖然香港社會局勢在1968年已大致回穩，但中國大陸的文革仍處於高潮，因此港府對於葵涌貨櫃碼頭的開發計劃採取審慎的態度。財政司郭伯偉在1969年11月於立法局被問及葵涌貨櫃碼頭計劃的進展時，郭伯偉未有保證會實施計劃，隨即受到主要來自商界的責難，批評稱貨櫃船運輸既是大勢所趨，在鄰近國家的海港紛紛準備下，港府卻表現得態度猶豫，香港若繼續坐待，恐會危及競爭地位，香港總商會還在11月24日向傳媒表示已經向輔政司發函，要求港府盡快落實興建葵涌貨櫃碼頭。不過港府至1969年12月仍未有正面回應是否落實興建及何時動工，直至1970年4月宣布公開招標，項目的進程才明朗化。
因為貨櫃運輸在歐美及日本等先進地區日漸普及，香港的付貨人也逐漸轉用貨櫃出口貨物，為了處理貨櫃的交收，當時香港有部分散裝貨物碼頭陸續添置專門起卸貨櫃的設備，當中的尖沙咀九龍倉碼頭於1970年4月完成將5號碼頭的泊位改建爲貨櫃碼頭，可以處理貨櫃船的貨櫃起卸，暫時應付香港進出口商使用貨櫃運輸貨品的當前需要。雖然碼頭經濟對香港當時的部分地區甚爲重要，尖沙咀最初也是因碼頭經濟而繁榮起來，但是尖沙咀早已成為九龍半島的商業中心區，既沒有多餘的土地供碼頭繼續擴展，在商業大樓、酒店及民居的附近有大量貨櫃堆疊，也顯得與社區不協調，還帶來噪音及污染等環境問題，大量貨櫃車在行人衆多及狹窄的街道頻繁穿梭更是險像橫生，所以港府對於尖沙咀的土地規劃，也是以結束尖沙咀的貨運碼頭爲最終目標，以便騰出更多九龍半島繁華地段的土地發展，全面轉型爲九龍的商貿及文化區，尖沙咀貨櫃碼頭只是在新貨櫃碼頭落成前，臨時應付當前的貨櫃起卸需要。而在黃埔船塢及北角均益倉設置的貨櫃裝卸區，同樣缺乏擴充的空間，而且將貨櫃分散在香港多處地點的貨櫃裝卸區處理，在運作效率上也遠不如在一個大型及專業的貨櫃碼頭處理高效。

#### 一至三號碼頭招標及啓用（1970至1973年）
在1960年代後期，除了香港在籌劃建造葵涌貨櫃碼頭，同樣位於遠東地區的新加坡、臺灣高雄及基隆都有意建立大型貨櫃港，爭奪亞太航運樞紐的地位，當中又以新加坡最為積極，因為越早建成貨櫃碼頭就越早爭取到更多貨櫃船停靠，也更容易鞏固貨櫃轉口港的地位，香港遲疑不決恐會減損港口競爭力。港英政府在1970年年初落實在葵涌興建大型貨櫃碼頭，並已進行前期規劃工作。貨櫃碼頭選址在下葵涌醉酒灣，原因是在醉酒灣外的藍巴勒海峽有足夠的水深供大型貨櫃船進出，把醉酒灣填平不但可為貨櫃碼頭提供一大片土地，也可使碼頭靠近藍巴勒海峽的天然深水區，從而減少挖深海床的規模。當年在葵青區沿海一帶也有足夠的土地建設碼頭的連接道路及支援設施，如有需要仍可填海造地，供貨櫃碼頭擴建，而且該處鄰近當年是香港工業重鎮的荃灣新市鎮。
因爲港英政府希望由營運商自行興建碼頭，而不是由政府興建後再找營辦商經營碼頭，政府在碼頭內只負責興建如消防及海關等政府設施，以及在碼頭外修築接駁貨櫃碼頭的交通基建及設置航標等，另一方面港府考慮到填海興建碼頭及添置設備需要大筆資金，難以掌握大型貨運集團的入標意欲。港府因此採取雙選項招標，標書向入標企業提供兩個選項，標書在第一選項列明葵涌貨櫃碼頭的營辦商需要負責填海、建築碼頭、裝設貨櫃起卸及堆疊設施；第二選項是由政府填海及興建碼頭，營辦商負責在碼頭裝設貨櫃起卸、堆疊等配套設施。港英政府於1970年4月17日爲葵涌貨櫃碼頭的首四個碼頭地段的建造及營運展開公開招標，除了在尖沙咀經營貨運碼頭業務的九龍倉有興趣，英資及美資的大型航運集團均表示有意入標，預計四個碼頭耗資約5億港元。
1970年8月17日，港英政府宣布得標公司名單，1號碼頭—現代貨箱碼頭、2號碼頭—九龍倉貨櫃倉庫、3號碼頭—美國海陸聯運，至於是次招標中面積最大的4號碼頭，因爲得一家公司入標及後撤回投標，故未能批出。三家得標公司都是按標書的第一選項入標，同意自行負責填海、建築碼頭及裝設碼頭設備，從而取得經營權。雖然營辦商需要自行興建碼頭及在指定的範圍進行填海，但是港府仍會負責部分工程及另行招標，除了接駁碼頭的道路，也包括建設公共供水及排污設施。此外，貨櫃船進出碼頭的水道，水深如有不足，營辦商可與港府商討，港府將按需要挖深海床。
1972年9月5日，由現代貨箱碼頭公司營運的1號碼頭率先啟用，全球最大的貨櫃船東京號於啟用當日抵達葵涌貨櫃碼頭，由該碼頭的設備起卸及處理貨櫃，揭開了香港航運發展的新紀元，2號及3號碼頭在當時亦接近完工。自從葵涌貨櫃碼頭的1至3號碼頭相繼落成後，香港的貨櫃航運發展蓬勃，各大航運公司紛紛安排來往日本以至遠航歐美的貨櫃巨輪前往葵涌貨櫃碼頭停靠，處理船上的貨櫃及安排轉運，香港在國際上成為貨櫃船航線的主要航點。香港在1975年的總貨運量已成爲全球第八大港，於1972年啓用的葵涌貨櫃碼頭只是用了短短兩年多的時間，就讓香港躍升爲僅次於美國紐約、荷蘭鹿特丹及日本神戶的全球第四大貨櫃港。葵涌貨櫃碼頭的各個泊位每當有一艘貨櫃船駛出，幾乎立即會有另一艘貨櫃船駛入，還有貨櫃船在海上輪候，港英政府決定加快擴建碼頭及增加泊位。

#### 四號及五號碼頭私人協約批出及啓用（1974至1976年）
原本未能成功招標的4號碼頭，港府於1973年12月決定將4號連同6號碼頭通過換地形式，交由黃埔船塢及均益倉合組的香港國際貨櫃碼頭公司興建及營運，該公司將會在4號碼頭興建三個950英尺長、40英尺深的泊位，預計1975年下半年將有首個泊位啓用，1976年完成全部三個泊位，4號貨櫃碼頭將會成爲遠東最大的個別貨櫃碼頭。其中6號碼頭由營辦商因應4號碼頭的吞吐量決定何時啓用。1974年11月，葵涌五號碼頭以私人協約方式批出。1975年5月初英女皇訪港，伊利沙伯二世於5月6日早上11時25分到訪葵涌貨櫃碼頭，期間參觀了即將完工的4號碼頭泊位，又向現代貨箱碼頭公司的高層人員了解貨櫃碼頭的運作，葵涌貨櫃碼頭在國際上亮眼的表現也讓港英政府多一個向元首展示良政善治的政績。1976年，1號至5號貨櫃碼頭全面投入運作。

#### 貨櫃吞吐量兩度位列世界第一（1987至1997年）
1987年香港的貨櫃吞吐量首次登上世界第一，合共處理約343萬個標準貨櫃，超越荷蘭鹿特丹及美國紐約，全球稱冠，香港的貨櫃當中有76%經由葵涌貨櫃碼頭處理。香港的首次貨櫃處理量世界第一，維持達三年至1989年，之後因爲受到1989年六四事件的影響，1990年香港貨運量的增長一度放緩，被新加坡超越及降至全球第二位，雖然第一位中斷了兩年，但是在1992年香港重奪世界第一，並且持續六年至1997年。

#### 私人協約批出的六至八號碼頭啓用（1988至1993年）
1988年6號碼頭啓用，港英政府於同年以13億9千萬港元向香港國際貨櫃碼頭公司批出7號碼頭的建造及營運合約，並於1988年3月進行機場及港口發展規劃，展開興建8號及9號碼頭的前期籌劃工作。1991年3月，港英政府以私人協約方式批出8號碼頭的經營權，8號碼頭位於昂船洲北部的填海區，分爲東、西兩個地段批出，東部兩個泊位批予中遠-國際貨櫃碼頭、西部兩個泊位則批予現代貨箱碼頭，8號碼頭在1993年投入運作。

#### 過渡期爭拗致碼頭發展受阻（1992至1996年）
港英政府在1987年預期葵涌貨櫃碼頭的處理量將會在1994年飽和，為維持競爭力必須覓地擴建，在大嶼山的東北角填海興建碼頭亦在考慮之列。港英政府在1988年開始規劃興建9號碼頭，由於葵涌貨櫃碼頭自1972年起已建造了七個碼頭，即將興建的8號碼頭已延伸至南面的昂船洲，而昂船洲的南部因爲將會興建昂船洲海軍基地，葵涌沿海一帶已沒有空間可修築新碼頭，所以9號碼頭需要另覓選址，獲考慮的主要選址是青衣島南部及大嶼山東北部。因為當年的大嶼山仍未有道路接駁，在1991年時預期9號碼頭最快可於1994年啓用，雖然連接大嶼山的青馬大橋與汲水門大橋也即將落實興建，但未必可趕及在碼頭落成前通車，而且9號碼頭如建於大嶼山，貨櫃經道路運輸的距離將會比青衣島遠，所以青衣島成爲9號碼頭的優先選址，大嶼山的地段則預留給10號或更多的貨櫃碼頭，及用於設置船廠、油庫等港口支援設施。
港英政府在1992年決定興建位於青衣島南部及可提供6個泊位的9號碼頭，又進行10號及11號碼頭的規劃工作。港府曾於1992年年尾以私人協約方式將9號碼頭的興建及經營權批予三家公司，包括怡和持股的青衣貨櫃碼頭公司，原因是葵涌貨櫃碼頭的泊位使用量已接近飽和，9號碼頭需要盡早落成，避免原本到香港處理的貨櫃流失到新加坡及深圳鹽田等區內競爭對手，但由於在香港後過渡期，中英兩國因爲香港機場核心計劃的必要性、西鐵綫的造價等基建工程發生爭議，港督彭定康推動政制改革增加立法局直選議席、市政局及區域市政局全部議席由直選產生、取消所有區議會委任議席，中國政府則強烈反對香港各級議會邁向全面直選，政制爭拗增加了港府與中方達成共識的難度，中方對9號碼頭等基建項目採取抵制態度以表達對政制改革的不滿，導致計劃一度擱置。時任港澳辦主任魯平多次批評港英政府興建赤鱲角機場、機場鐵路、新界西北鐵路、青嶼幹線等基建工程，將會耗盡香港財政儲備，及為日後的香港特區政府帶來沉重債務。港府應《中英聯合聲明》的要求將下年度的批地計劃送交中英土地委員會商議，可是中方對9號至11號碼頭的批地計劃採取不合作態度，導致葵涌貨櫃碼頭遲遲不能動工擴建，原本應在1995年年中落成的9號碼頭，到1994年10月該處仍是一片荒地。
港英政府雖然已就10號和11號碼頭的填海計劃刊登《香港政府憲報》，但是在1995年5月19日舉行的中英土地委員會，中英雙方未能就9號至11號碼頭在1995/96年度的批地計劃達成共識，中方稱要留待中英聯合聯絡小組討論，英方則在會上表示貨櫃碼頭對香港十分重要，中方遲遲未能就擴建貨櫃碼頭的批地計劃作出決定，將會影響香港經濟的發展。直至1996年，中英雙方對於興建9號碼頭的爭議才得到解決，港府改爲公開招標，至於10號及11號碼頭的批地因中方反對而繼續膠著。9號碼頭地段的招標分爲北部和南部兩部分，分別由香港國際貨櫃碼頭及現代貨箱碼頭中標。9號碼頭的進度已比原定計劃大幅落後，可是香港特區政府於1997年7月成立後，與得標公司磋商批地的進展緩慢，特區政府要到1998年12月才完成向營辦商批地，原定於1995年啟用的9號碼頭也大幅延遲至2003年。另外，現代貨箱碼頭公司和亞洲貨櫃碼頭公司於1998年達成商業協議，現代貨箱以8號碼頭的兩個泊位，交換亞洲貨櫃在9號碼頭的兩個泊位。
由於興建貨櫃鐵路將有助維持港口競爭力，連接葵涌貨櫃碼頭的港口鐵路線於1994年正式被提出興建，因為港口鐵路線有部分路段的走線與新界西北鐵路（即西鐵綫）相同，所以兩條鐵路被一同規劃。港督會同行政局在1994年通過斥資400億元興建西北鐵路以改善新界西北的交通，但仍未落實計劃已遭到中國政府反對，而港口鐵路線除了財務安排，更涉及跨境運輸，港英政府表示港口鐵路線在政制改革的爭拗下難有共識，無可避免需要暫時擱置，由1997年7月成立的香港特區政府決定。

### 特區政府時期

#### 吞吐量第三度世界第一（1999至2004年）
香港的貨櫃吞吐量在1987至1989年，1992至1997年位居世界第一，期間只有1990及1991年被新加坡超越，暫居第二，1998年第二次被新加坡超越，到1999年又回到全球最繁忙的貨櫃港口的第一位，並再維持六年至2004年，期間葵青貨櫃碼頭也是全球最繁忙的貨櫃港口，不過這次也是香港最後一次位列全球第一。香港自1970年代乘經濟起飛而崛起成爲全球最優秀的貨櫃轉口港，不但貨櫃處理量首屈一指，至1990年代香港貨櫃碼頭在設施、流程、營運效率方面長期處於領導地位，可是在2000年代由於香港特區政府面對鄰近地區競爭卻採取消極態度，香港貨櫃運輸業漸漸踏上衰退之路。

#### 九號碼頭啓用（2003年）
2003年，比預期延後落成達8年的9號碼頭終於啓用，由於9號碼頭位於青衣島南部，貨櫃碼頭的佔地由原來的葵涌沿海擴展至對岸的青衣島，所以葵涌貨櫃碼頭又稱爲葵青貨櫃碼頭。雖然其時的9號碼頭是葵青貨櫃碼頭自1972年啓用以來最新建成的碼頭，但是9號碼頭在港英政府時代的1990年代初已經落實興建，香港特區政府自1997年7月成立起卻遲遲未有批出更新的貨櫃碼頭擴建項目，葵青貨櫃碼頭的發展陷入停滯，到2009年特區政府對於興建10號碼頭的計劃依然懸疑未決，而連接葵青貨櫃碼頭的港口鐵路線，也因為兩鐵合併及港鐵放棄貨運業務等因素被無限期擱置，貨櫃運輸業界批評特區政府是在讓賽及自我放棄亞太貨運運輸中心的地位。

#### 吞吐量排名下滑及衰落（2005年至今）
2005年第三次被新加坡超越後，香港的世界第一貨櫃處理港地位從此一去不返，其後更於2007年被上海超前，排名跌至第三。香港逐漸失去亞洲物流中心的地位，跨國物流企業的亞太區總部也有遷出香港的趨勢。
2013年3月28日至5月9日葵青貨櫃碼頭發生香港國際貨櫃碼頭工潮，抗議李嘉誠旗下公司的待遇刻薄，香港國際貨櫃碼頭的外判工人因爲不滿意自1997年以來的薪酬有減無增，連續工作24小時，卻只得1,300港元，比較1997年時的1,480港元低13%，而且工作環境及條件惡劣。
2012年起，葵青貨櫃碼頭的貨櫃處理量每況越下，貨櫃吞吐量持續下跌，而同期其他主要港口的貨運量一直有增長，也沒有如香港出現連年下跌的窘態。2019年，葵青貨櫃碼頭的吞吐量跌至全球第八位。2023年11月，位於青衣南部的9號碼頭出現大面積的閒置，沒有貨櫃停放。香港在2023年的貨櫃吞吐量全球排名第十位，在2024年香港跌出全球前十大港口，亦基本上已經確定。
國際航運研究機構Alphaliner在2024年4月18日公佈的數據，阿聯酋杜拜傑貝阿里港的貨櫃吞吐量超越香港升上全球第十位，香港正式跌出全球十大貨櫃港口，統計顯示香港在2023年貨櫃吞吐量降至1434萬個標準貨櫃，按年下跌14.1%，相對於大部分港口的吞吐量都錄得正增長，香港卻是前十五大貨櫃港中跌幅最大者，更是連續7年下跌，也較發生2019冠狀病毒病疫情前的2019年減少21.6%。

## 概況
葵青貨櫃碼頭佔地龐大，位於下葵涌、青衣及昂船洲一帶沿岸，共有9個貨櫃碼頭，佔地279公頃，提供24個泊位共7,804米深水岸線，可以停泊世界上最大型的貨櫃船。碼頭全年總處理能力逾1,900萬個標準貨櫃（TEU）。於2005年，葵青貨櫃碼頭處理的貨物總量約為1,400萬個貨櫃單位。
在碼頭吞吐量仍是全球數一數二的時期，每逢颱風將會正面吹襲香港或在附近掠過，貨櫃碼頭便會逐步停止運作。當風暴過後，前往交收貨物的貨櫃車往往會將附近道路擠至水洩不通，導致公共運輸癱瘓做成延誤，運輸署、新界西各區議會、香港警務處和交通基建管理有限公司就需要啟動緊急事故應變機制應對。

## 碼頭及泊位
葵青貨櫃碼頭自1972年一號碼頭啓用起，至2003年共有九個碼頭投入營運，葵涌至昂船洲貨櫃碼頭的編號由北至南排列，順序為五號、一號、二號、三號、四號、六號、七號及八號，九號碼頭則位於青衣島南部。由於建造碼頭及添置設備涉款龐大，部分營辦商可能會與其他營辦商或財團合資發展及營運，碼頭的營辦商可以根據其財務安排及經營策略，買賣其持有的經營權、轉讓或交換泊位，營辦商亦可能會被其他營辦商或財團收購，故此現時各碼頭的營辦商，不一定是從港府取得該地段碼頭發展及經營權的最初營辦商。因應貨櫃船趨向大型化及吃水深度增加，葵青貨櫃碼頭的港池及航道在2017年完成挖深工程，在潮汐低水位時水深不少於17米。
| 貨箱碼頭               | 經營者            | 啟用時水深 （米） | 泊位 | 碼頭長度 （米） | 岸吊 | 面積 （平方米） | 處理量 （千標準箱） | 啟用年份 |
| ---------------------- | ----------------- | ----------------- | ---- | --------------- | ---- | --------------- | ------------------- | -------- |
| 葵涌泊位               |                   |                   |      |                 |      |                 |                     |          |
| 一號碼頭（CT1）        | 現代貨箱碼頭      | 14                | 1    |                 | 4    |                 |                     | 1972     |
| 二號碼頭（CT2）        | 現代貨箱碼頭      | 14                | 1    |                 | 4    |                 |                     | 1972     |
| 三號碼頭（CT3）        | 杜拜港貨櫃碼頭    | 14                | 1    | 305             | 4    | 167,000         | >1,200              | 1972     |
| 四號碼頭（CT4）        | 香港國際貨櫃碼頭  | 12.5              | 3    |                 | 8    |                 |                     | 1976     |
| 五號碼頭（CT5）        | 現代貨箱碼頭      | 14                | 1    |                 | 6    |                 |                     | 1988     |
| 六號碼頭（CT6）        | 香港國際貨櫃碼頭  | 12.5 - 15.5       | 3    |                 | 11   |                 |                     | 1989     |
| 七號碼頭（CT7）        | 香港國際貨櫃碼頭  | 15.5              | 4    |                 | 15   |                 |                     | 1990     |
| 八號碼頭（東）（CT8E） | 中遠-國際貨櫃碼頭 | 15.5              | 2    | 640             | 9    | 300,000         | 1,800               | 1993     |
| 八號碼頭（西）（CT8W） | 亞洲貨櫃碼頭      | 15.5              | 2    | 740             | 8    | 285,000         | >2,000              | 1993     |
| 青衣泊位               |                   |                   |      |                 |      |                 |                     |          |
| 九號碼頭（北）（CT9N） | 香港國際貨櫃碼頭  | 15.5              | 2    | 700             | 9    | 190,000         | >2,600 (N&S)        | 2003     |
| 九號碼頭（南）（CT9S） | 現代貨箱碼頭      | 15.5              | 4    | 1,240           | 16   | 490,000         |                     | 2003     |

## 未來發展
2001年，香港政府開始物色選址興建新貨櫃碼頭，提高當時碼頭的生產力，以便有需要時能提供足夠的港口設施。《2001年港口發展策略檢討》指出因為政府原先計劃發展為貨櫃碼頭的竹篙灣已預留位置興建香港迪士尼樂園，所以另外提出4個可行地點：屯門西、大嶼山西北、大嶼山東及青衣西南。

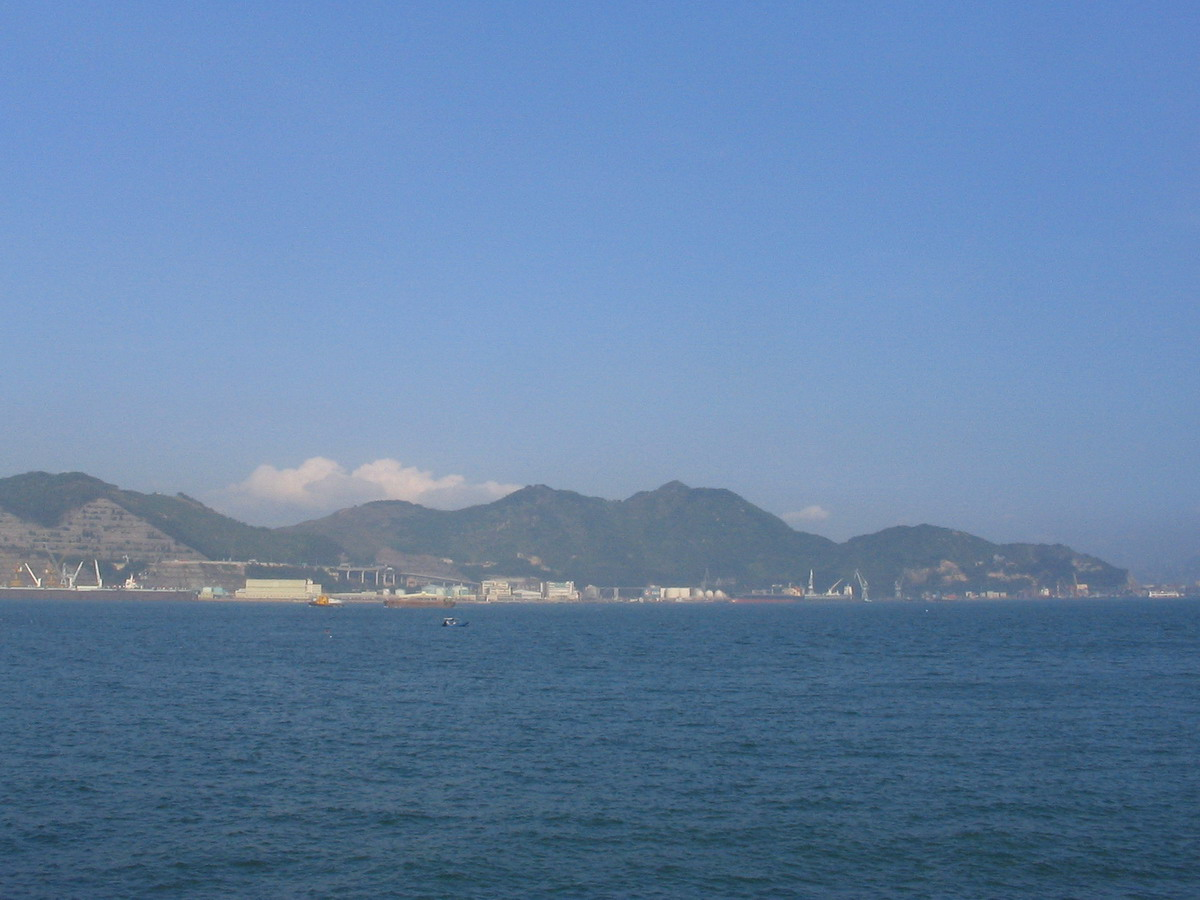
政府於2008年7月公佈，青衣島西南岸是十號貨櫃碼頭的選址

2008年7月12日，香港政府公布決定在青衣西南海濱填海180公頃，興建佔地310公頃的十號貨櫃碼頭，將該處的油庫重置在新填海的土地上。該碼頭將24小時運作，提供8個可以供給不少於長400米的船隻停泊處。政府亦會興建交匯處，為三號幹線、八號幹線及擬建的青衣至大嶼山連接路提供通道（而八號幹線亦可以減輕青葵公路的交通擠壓情況）。香港政府同時指出，填海興建十號貨櫃碼頭將會影響青衣及馬灣一帶水質，以致香港漁業受到損害，加上原有土地上有多座油庫及船塢，土地可能受到重金屬污染，故此需要進行大規模的除污工程。
2012年2月1日，時任財政司司長曾俊華透過《2012年至2013年度香港政府財政預算案》表示，有關部門已經展開青衣西南發展十號貨櫃碼頭興建計劃的初步可行研究，將會因應研究結果及經濟情況，決定是否執行計劃
2013年2月27日，時任財政司司長曾俊華透過《2013年至2014年度香港政府財政預算案》表示，有關部門正在探討建議的技術可行性，以及評估對環境的影響。與此同時，有關部門正在進行《香港港口發展策略2030研究》，更新港口貨運量的增長預測，並且探討如何更善用現有的港口設施，以配合未來發展。預期兩項研究將會同年上半年完成。香港政府將會因應研究結果、經濟情況和持分者的意見等等，考慮是否興建十號貨櫃碼頭。
2021年9月28日，為了回應中央要求解決房屋問題的敦促，時任特首林鄭月娥將於下月發表的施政報告落實龍鼓灘填海計劃，同時考慮將葵涌碼頭遷往屯門新填海土地，而騰出的葵青區市區臨海地日後將會建屋。

### 鐵路規劃

地底集體運輸系統路綫圖1967年建議方案。圖中「貨港」即今荔景站

早於1973年港英政府便規劃爲接葵涌貨櫃港興建貨櫃鐵路，當年的計劃是在粉嶺建設一條通往屯門的鐵路，再往南沿海岸延伸，走線與青山公路大致平行，並連接到葵涌貨櫃碼頭，鐵路將兼具客運及貨櫃運輸功能，這條鐵路線原本是爲發展屯門新市鎮而規劃，即爲現時西鐵綫的最初規劃版本之一，並且是在同一鐵路線包含後來的北環綫及至今尚未落實的西部走廊鐵路，不過因爲這條由粉嶺連接到葵涌的鐵路建設費不菲，而當年中國廣東包括深圳的鐵路仍未全線雙軌，仍處於文革時期的中國貨運也未引進貨櫃模式，中港跨境貨物仍需要散裝運送，貨櫃鐵路尚未有必要建造，所以計劃擱置。1988年九廣鐵路規劃興建連接葵涌貨櫃港的貨櫃鐵路，計劃建造一條由碼頭通往沙田，再接駁現有鐵路的貨運支線。
1994年港英政府在《鐵路發展策略》正式提出港口鐵路線，認爲可鞏固香港在貨櫃運輸的地位和競爭力，並計劃在興建西鐵綫時，可以一併建造直達碼頭的跨境貨運鐵路，但當時的香港機場核心計劃正如火如荼進行，而且新鐵路線工程肯定跨越1997年7月，由於中方認爲港英政府在1990年代興建新機場等基建工程是浪費儲備，因此是否落實興建碼頭貨運鐵路，港英政府留待於1997年7月成立的香港特區政府決定。2000年《鐵路發展策略2000》亦有提出興建貨櫃碼頭鐵路，惟特區政府未有積極推動，該路線計劃由九鐵興建，但因為在2007年發生兩鐵合併，新成立的港鐵公司由原先只經營地鐵客運的香港地鐵公司主導，港鐵及後決定放棄營運貨物運輸鐵路，只維持經營客運業務，2010年6月結束原自九鐵的東鐵貨運業務，而連接葵青貨櫃碼頭的港口鐵路線最終也被不了了之。

## 致命意外
2023年5月4日晚上，一名62歲男工人被發現昏迷倒卧6號貨櫃碼頭「龍門架」的活動區域，其身體曾被「龍門架」輾過，當場證實死亡。警方暫將案件列工業意外，勞工處已就意外展開調查。

## 主要道路
- 貨櫃碼頭路
- 貨櫃碼頭南路
- 青葵公路/西九龍公路
- 葵涌道
- 青衣路
- 青衣航運路
- 青沙公路

## 相片

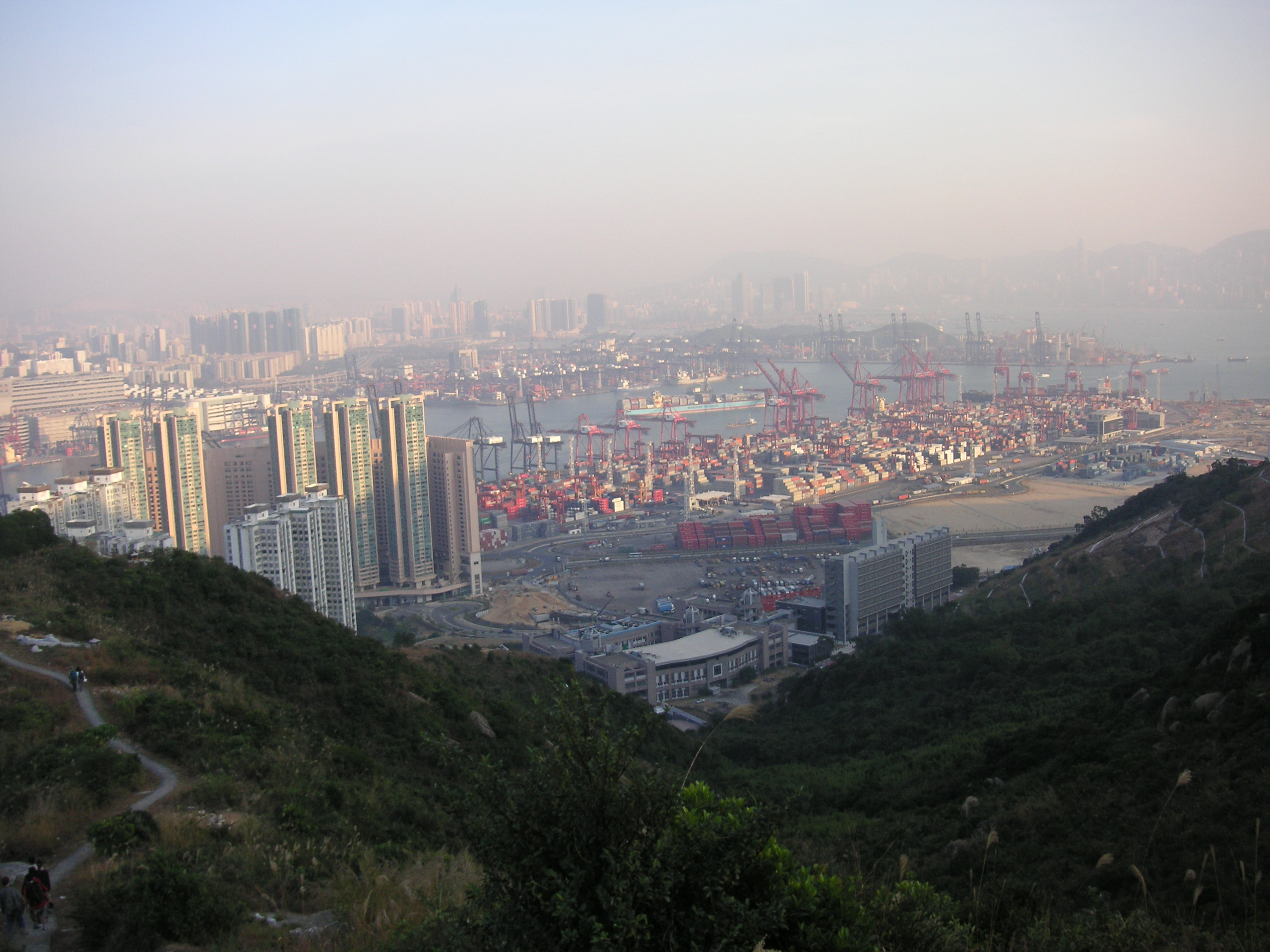
從青衣山上俯瞰葵青貨櫃碼頭
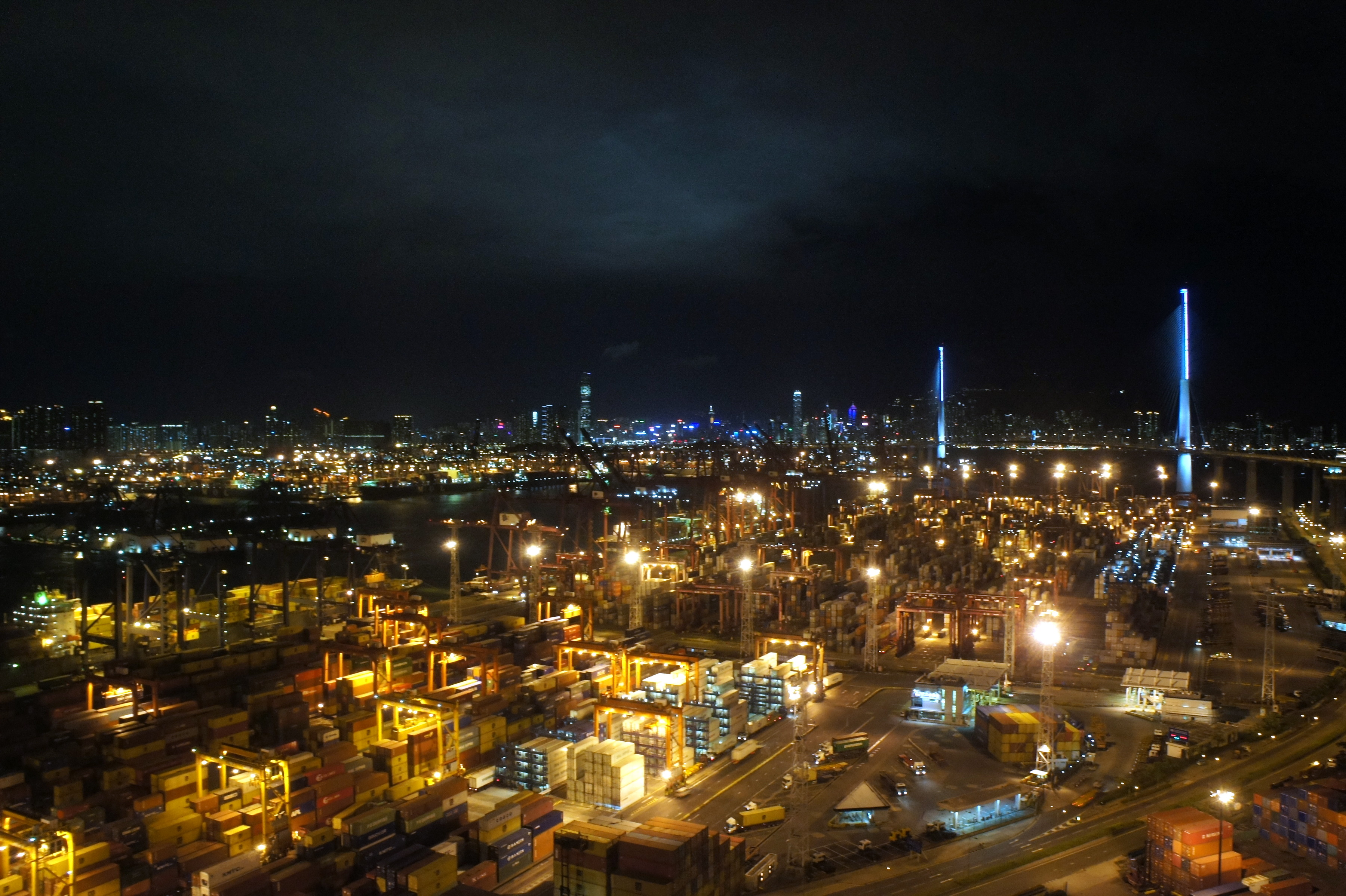
晚上的九號碼頭
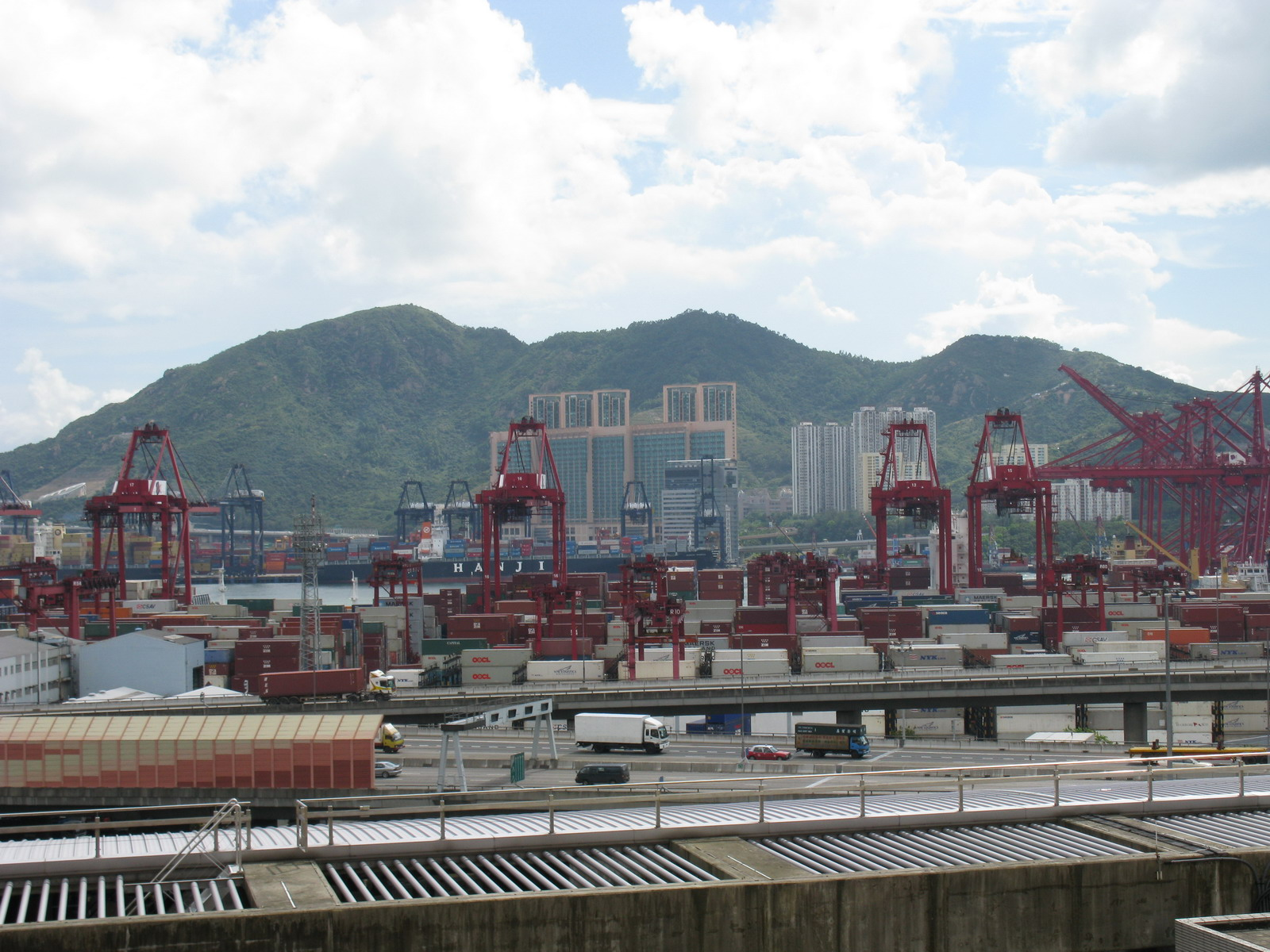
葵青貨櫃碼頭及青衣山
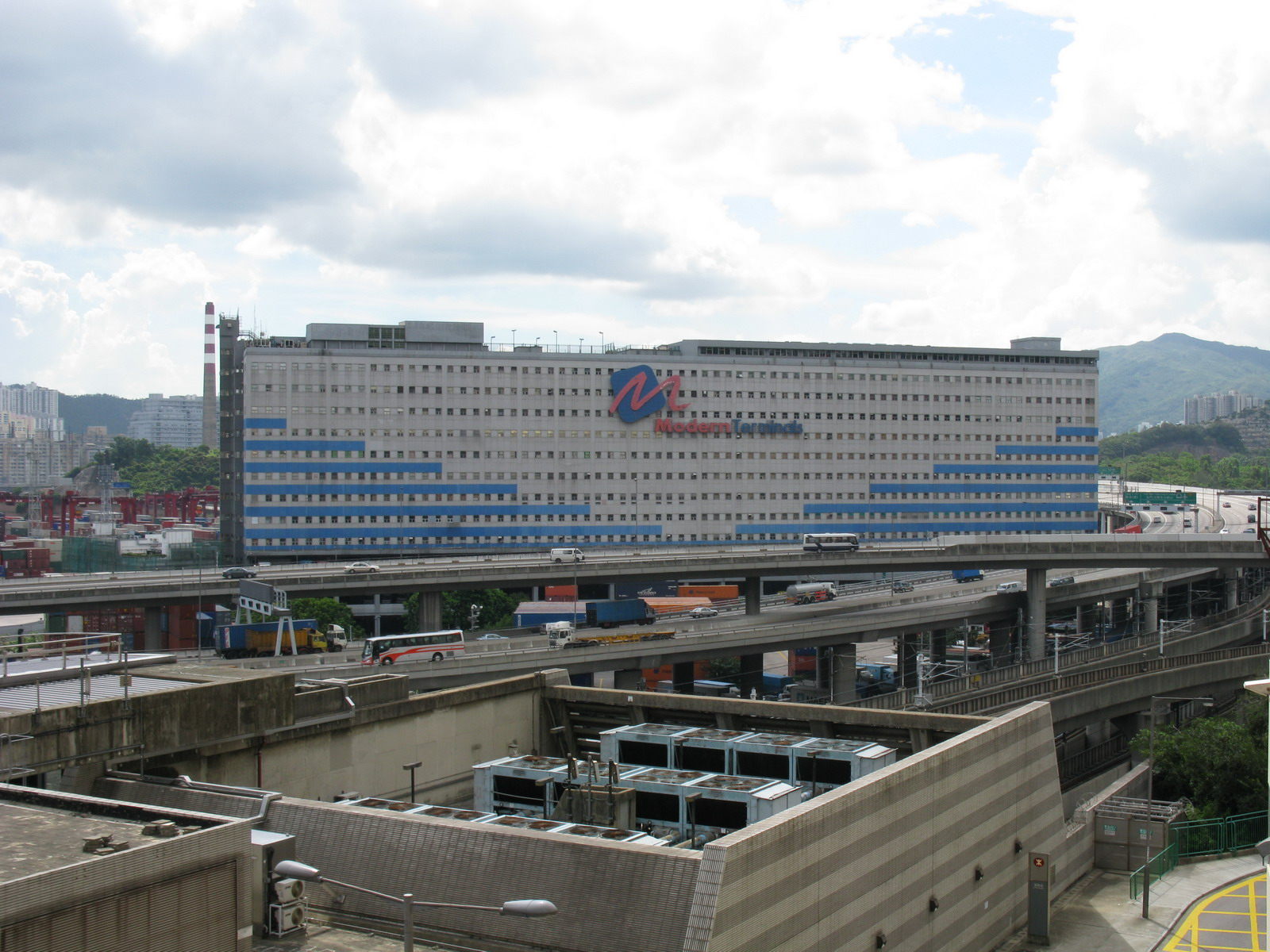
現代貨箱碼頭有限公司

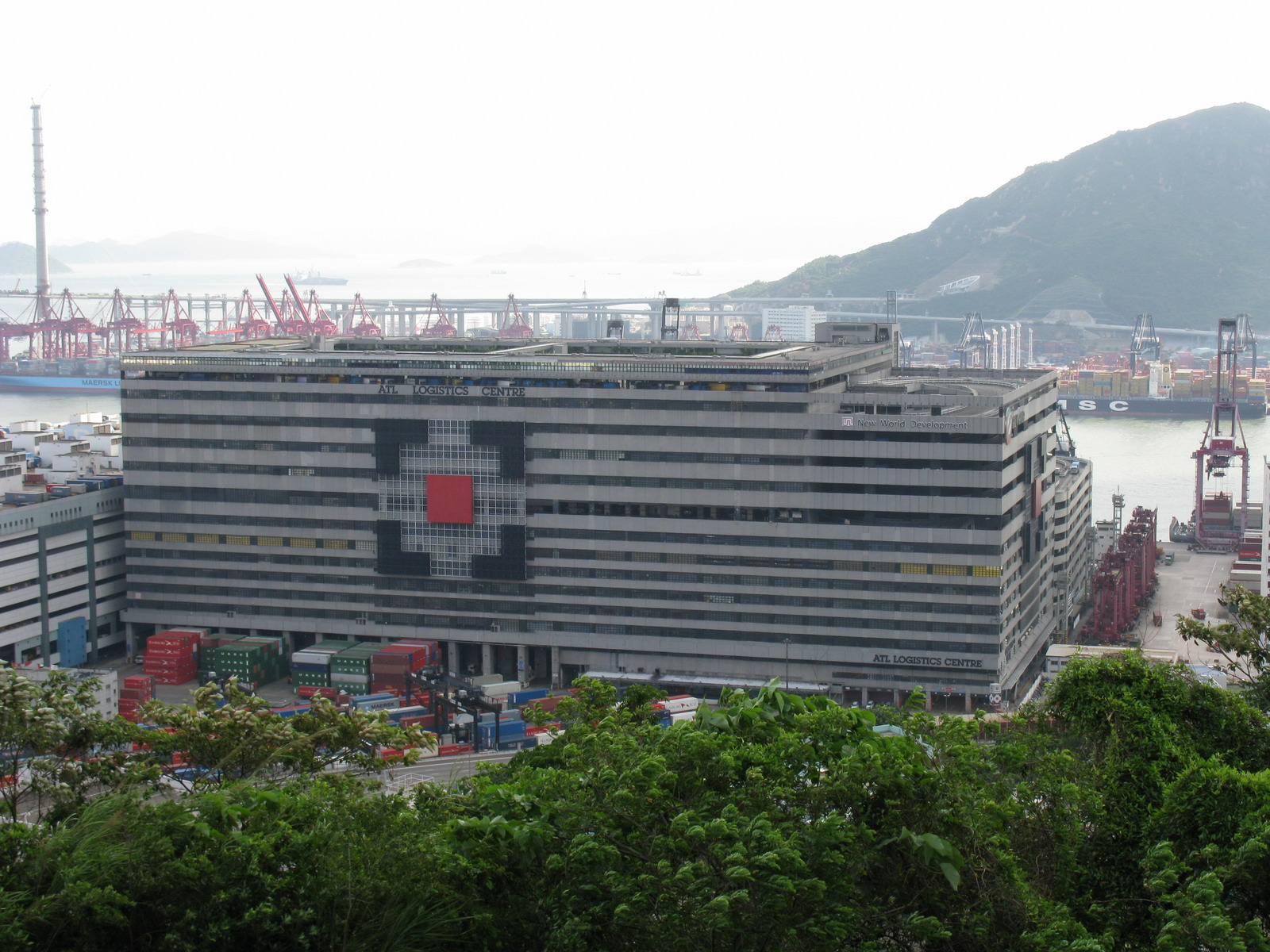
亞洲貨櫃物流中心
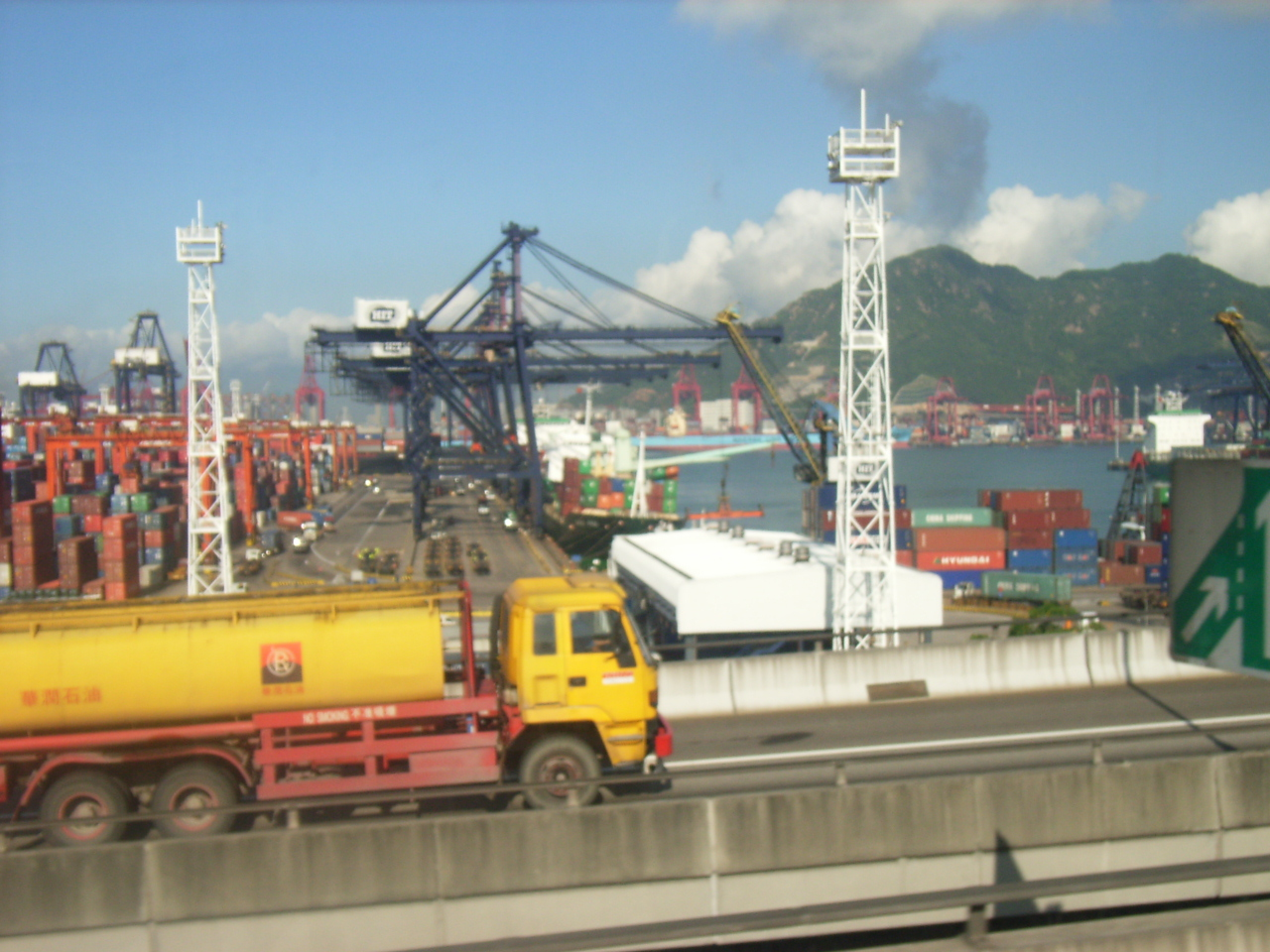
六號貨箱碼頭
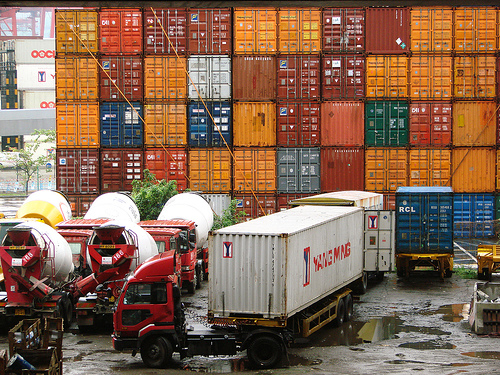
葵青貨櫃碼頭內堆滿貨櫃
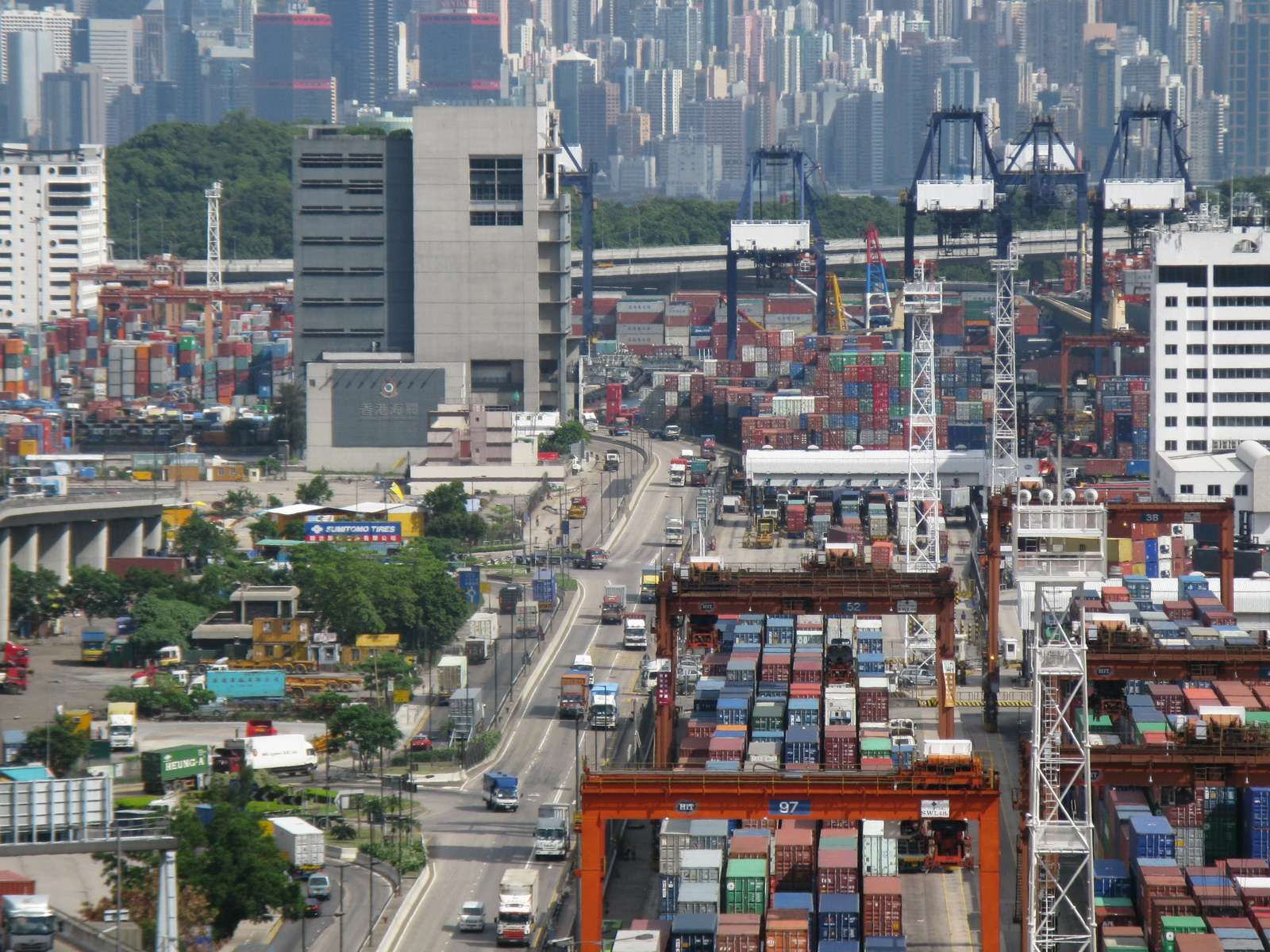
貨櫃碼頭南路一帶